# Louves Minproff de Yaoundé
Il Louves Minproff de Yaoundé, solitamente citato più semplicemente come Louves Minproff, è una squadra di calcio femminile cameruniana con sede a Yaoundé, Capitale del Camerun.
La squadra, che integra nella propria denominazione la sigla del Ministère de la promotion de la femme et de la famille (Minproff), milita in Division 1, massimo livello del campionato femminile di calcio del Camerun, e nella sua storia sportiva ha vinto tre titoli di Campione del Camerun, nel 2011, 2012 e 2015, alle quali si aggiungono, sempre nel 2011 e nel 2012, due supercoppe Tournoi de la Femme.